# Muralles de Tremp
Les muralles de Tremp són un monument del municipi de Tremp (Pallars Jussà) declarat bé cultural d'interès nacional.

## Descripció
El recinte que envoltava l'actual ciutat vella, constava de muralles, torres de defensa i portals, a més d'altres construccions fora muralla. Els successius enderrocs han reduït els vestigis a tres torres de defensa, de les sis que hi hagué. Són les anomenades dels "Padres", de la Sagristia i de Mingo. Totes són construccions de planta circular i estructura cilíndrica, edificades amb petits carreus irregulars. El seu estat de conservació és, però, ben diferent: la dels "Padres" (dita així perquè té annex el col·legi-convent dels Pares de la Sagrada Família) ha estat molt restaurada amb l'obertura de finestrals d'un revivalisme poc afortunat i l'afegit d'uns merlets esglaonats amb espitlleres. La de la Sagristia, que es troba rere l'absis de l'església, conserva millor la seva sòlida aparença i manté les mènsules que sostenien les corseres, mentre que, la torre de Mingo, la més mal conservada, és utilitzada com a habitatge entre mitgeres i té coberta de teules.
L'antic perímetre de la muralla i el fossat és avui resseguit per un passeig de ronda que significativament hom anomena del Vall.

## Història
Tot i que el primer esment documental que fa referència a les muralles de Tremp és del 1381, Mir i Amat dedueix la seva existència almenys des del 1109, tancant el nucli de població format a l'entorn de la col·legiata de Santa Maria, i no fóra estrany que tampoc aquestes no fossin les primeres.
Després d'incorporada la vila a la Corona el 1370, Pere III concedí, l'any 1381, a la municipalitat la potestat d'imposar tributs a fi de reparar les muralles i obrir-hi valls, és a dir el fossat. Reforçades durant la guerra dels Segadors, aquestes fortificacions foren alterades en temps de les guerres carlines fins que, a finals del segle xix, per un acord municipal del 1876, foren tapats els valls i anaren desapareixent progressivament els panys de mur.